# Osborn (Maine)
Osborn è un comune degli Stati Uniti d'America, situato nello Stato del Maine, nella contea di Hancock.